# 努埃瓦维利亚德拉斯托雷斯
努埃瓦维利亚德拉斯托雷斯，是西班牙卡斯蒂利亚-莱昂巴利亚多利德省的一个市镇。总面积36平方公里，总人口412人（2001年），人口密度11人/平方公里。